# Catalina Vera
Catalina Vera Cordero (Santiago, 1 de noviembre de 1987) es una actriz de cine y televisión, modelo, bailarina y productora chilena. 
Conocida principalmente por ser la ganadora de Cabaret Burlesque, haber interpretado a Ingrid Parra en Vuelve temprano,. Apareció en Roommates de HBO.

## Biografía
Catalina nació en una familia de clase media en Santiago (Chile), formada por Héctor Vera, tecnólogo médico que trabajaba en la empresa Hector Vera y Cía Ltda, y Jacquelinne Cordero, psicoterapeuta del Centro de Rehabilitación "Dar" . Su nombre está inspirado en la reina Catalina," La Grande. 
De pequeña asistió al colegio Palestina, luego al Santa Catalina Labouré y finalmente al Colegio Mayor de Peñalolén. Motivada por sus padres, tomó clases de flamenco, literatura, dibujo, danza contemporánea, modelaje y bellydance.
Pronto se sintió atraída por el mundo de la interpretación, especialmente desde el momento en el que participó de musicales como Cats, Chicago, y Moulin Rouge en su colegio. Terminado la educación secundaria decidió ser actriz para poder llegar a cumplir su sueño, ser una actriz reconocida a nivel mundial. Recibió cuatro años de aprendizaje teatral en Duoc UC de San Carlos de Apoquindo, convalidó ramos y se tituló de Actriz con Mención en Artes De La Interpretación en La Universidad de Las Américas, para luego hacer un workshop en Hollywood llamado iPop LA, en Roosevelt Hotel, California. Con el conocimiento de todas estas áreas pusieron como familia el teatro "Al-Safirah" en Chile. Además de hacer obras para niños y adultos, impartía clases de todo lo aprendido alrededor de su vida.

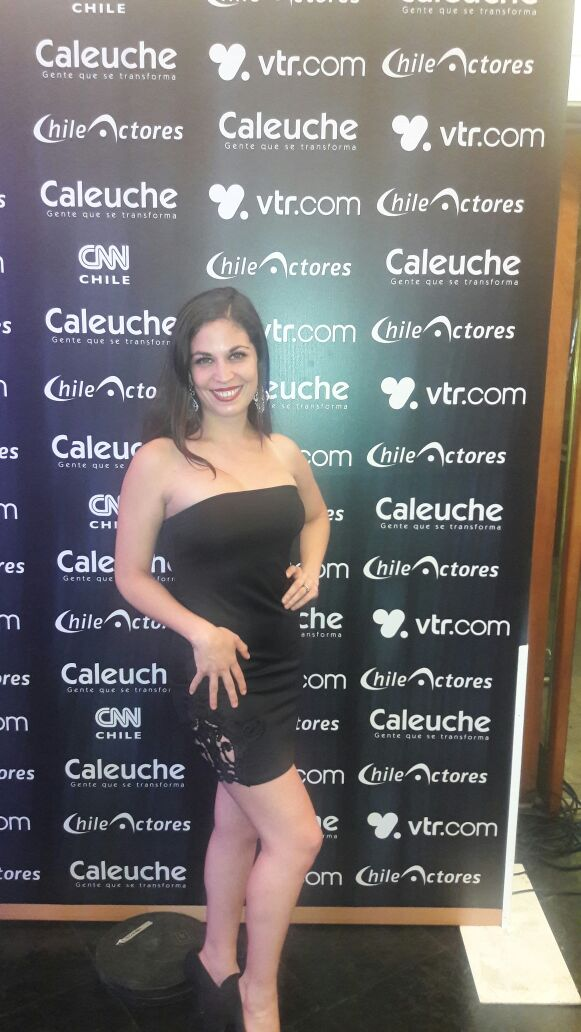
Catalina en la entrega de los Premios Caleuche 2017

La primera aparición interpretativa de Catalina en televisión fue en el programa Pasiones de TVN, para luego no parar más hasta la fecha, desenvolviéndose con mucha naturalidad entre sus personajes.
El gran salto para la actriz fue cuando ganó Cabaret Burlesque, programa de talentos que buscaba a la mejor Vedette de Chile. De entre mil participantes, Catalina Vera sacó el primer lugar, transformando así su vida hacia las plumas, el glamour, los tacones y el brillo. Viajó a Francia, ya que ese era su premio más una considerable suma de dinero, y formó su primer Varieté llamado "Cabarieté", invitada por el director Patricio Munita, donde conoce a la Vedette del Bim Bam Bum "Maggie Lay" de quién no se separaría más. Terminado el programa, Catalina interpretó la teleserie nocturna de TVN Vuelve Temprano, donde encarnaba a "Ingrid Parra", quien quedaba embarazada del protagonista. Causando furor en la prensa chilena, su personaje creció mucho al correr de los capítulos hasta hacerse de importancia fundamental en la trama central.
Terminada esta teleserie, emprende vuelo a Hollywood, donde es contratada por cinco agencias de actores. De entre ellas eligió a la prestigiosa MGMT. Aprovechando su viaje a USA, realizó un casting en Telemundo, donde su personalidad arrasó y cautivó a los ejecutivos del canal.
Pero la visa de turista acababa, así es que volvió a su país, donde Jorrit Smink, un cineasta holandés, la invitó a participar de "Lo Siento Laura", una película que en un comienzo sería interactiva, con quinientas escenas, treinta finales, todo esto disponible en YouTube. Pero Jorrit pensó que era mejor empezar por una película tradicional y luego subir las demás opciones a internet, por lo cual Catalina fue vista en la pantalla grande con su personaje de "Lily", la mejor amiga de Laura. Ganaron el primer lugar en el festival de Cine en Venezuela, segundo lugar en el Cinema Film Festival of Texas, y estrenaron por primera vez en el Comedy Cluj Film Festival de Rumania, donde participaron de su primera alfombra roja.
A su vuelta a Chile participó en el videoclip Tienes Miedo del reconocido grupo nacional Megapuesta, para luego tener participaciones en diversos programas de gran éxito como: Irreversible, Pobre Gallo, Lo que callamos las mujeres y su reciente participación como Marisol Sanchez en la teleserie Verdades Ocultas, además ha sido invitada a diversos programas, siendo por un tiempo panelista del programa de vive! The Lao.
En 2019 participó en el videoclip "Mote con huesillo" del grupo chileno Sexual Democracia. El 8 de abril comenzó como locutora del nuevo programa de Radio Touch llamado Los ángeles de Touch.
Se convirtió en invitada habitual del programa "No eres tú, Soy yo" de Zona Latina, el cual es conducido por Mario Velasco.
En el marco de la difusión de la película Lo siento Laura, realizó una gira por diversos programas de Argentina.

## Filmografía

### Cine
| Año  | Película          | Papel      |
| ---- | ----------------- | ---------- |
| 2006 | Rojo, la película | Bailarina  |
| 2012 | No                | Secretaria |
| 2016 | Lo Siento Laura   | Lili       |
| 2021 |                   | Helena     |

| Año  | Película                          | Papel   |
| ---- | --------------------------------- | ------- |
| 2015 | Una Noche de Brujas               | Lys     |
| 2018 | Nounours                          | Andrea  |
| 2019 | El Candidato (En Post-Producción) | Antonia |

### Televisión

#### Teleseries
| 2012      | La sexóloga              | Locutora           | Chilevisión         |      |                    |
| 2014      | Vuelve temprano          | Ingrid Parra       | TVN                 |      |                    |
| 2014      | Soltera otra vez         | Compradora         | Canal 13            |      |                    |
| 2015      | Papá a la deriva         | Promotora          | Mega                |      |                    |
| 2016      | Pobre gallo              | Noemi              | Mega                |      |                    |
| 2017      | Dime quién fue           | Macarena Arancibia | TVN                 |      |                    |
| 2018      | Verdades ocultas         | Marisol Sanchez    | Mega                |      |                    |
| 2018      | Pacto de sangre          | Melany             | Canal 13            |      |                    |
| 2020      | 100 días para enamorarse | Esther             | Mega                |      |                    |
| 2021-2022 | [[Torre_de_Mabel_(Chile) | 2024               | Viaje_a_lo_insólito | 2025 | Como_la_Vida_misma |

#### Series y unitarios
| Año       | Título                      | Papel                         | Canal       |
| --------- | --------------------------- | ----------------------------- | ----------- |
| 2006-2008 | Pasiones                    | Varios Personajes Principales | TVN         |
| 2009      | El diario de Eva            | Varios Personajes Principales | Chilevisión |
| 2009      | Enigma                      | Luisa Fernanda Bohle          | TVN         |
| 2011-2016 | Directo al corazón          | Varios Personajes Principales | Canal 13    |
| 2012      | La dimensión Rossa          | Varios Personajes             | TVN         |
| 2012      | Gordis                      | Mujer Nerd                    | Chilevisión |
| 2013      | Los Caremona                | Hija                          | La Red      |
| 2013-2018 | Lo que callamos las mujeres | Varios Personajes Principales | Chilevisión |
| 2014      | Roommates                   | Estríper                      | HBO         |
| 2015      | Código rosa                 | Varios Personajes Principales | Mega        |
| 2016      | Por ti                      | Varios Personajes Principales | TVN         |
| 2017      | Irreversible                | Varios Personajes Principales | Canal 13    |
| 2017      | Abrazar la vida             | Varios Personajes Principales | Canal 13    |
| 2018      | Efecto Mariposa             | Paulina Fernández             | Mega        |
| 2019      | Lo siento Laura - La Serie  | Lili (Chilena)                | Youtube     |

#### Reality shows y programas de concursos
| Año  | Título            | Papel                  | Canal       |
| ---- | ----------------- | ---------------------- | ----------- |
| 2009 | Hombre al agua    | Concursante            | TVN         |
| 2010 | Combate estelar   | Concursante            | Chilevisión |
| 2012 | Cabaret burlesque | Concursante (Ganadora) | TVN         |
| 2015 | Talento chileno   | Concursante            | Chilevisión |
| 2015 | Amor sin banderas | Jueza invitada         | Canal 13    |
| 2025 | Ahora_Caigo       |                        |             |

#### Programas de televisión
| Año       | Título                           | Papel                | Canal                   | País      |
| --------- | -------------------------------- | -------------------- | ----------------------- | --------- |
| 2013      | Conecta2                         | Invitada             | TVN                     | Chile     |
| 2013      | Raíces árabes                    | Invitada             | Vive TV                 | Chile     |
| 2013      | Más vale tarde                   | Invitada (3 veces)   | La Red                  | Chile     |
| 2013      | Aló Rastro Bar                   | Invitada             | El Rastro               | Chile     |
| 2013-2015 | Mentiras verdaderas              | Invitada (2 veces)   | Chilevisión             | Chile     |
| 2015      | Nico Late                        | Invitada             | Vive TV                 | Chile     |
| 2015      | Siganme los buenos               | Invitada             | Vive TV                 | Chile     |
| 2016      | Viral, luces y sombras de la web | Protagonista         | TVN                     | Chile     |
| 2016      | El Show después del Late         | Invitada             | Vive TV                 | Chile     |
| 2016      | Mucho Gusto                      | Invitada (3 veces)   | Mega                    | Chile     |
| 2016      | Bienvenidos                      | Invitada (2 veces)   | Canal 13                | Chile     |
| 2017      | Vida fit                         | Invitada             | Vive TV                 | Chile     |
| 2018      | The Lao                          | Panelista            | Vive TV                 | Chile     |
| 2018      | La divina Comida                 | Invitada             | Chilevisión             | Chile     |
| 2018-2019 | Toc Show                         | Panelista Recurrente | TV+                     | Chile     |
| 2018      | Y qué pasó?                      | Invitada             | Vía X                   | Chile     |
| 2018-2020 | No eres tú, soy yo               | Invitada Recurrente  | Zona Latina             | Chile     |
| 2019      | Sabores ¿Qué cocinamos hoy?      | Invitada             | Zona Latina             | Chile     |
| 2019      | Pampita Online                   | Invitada             | Net TV                  | Argentina |
| 2019      | Pasa de todo                     | Invitada             | Argentinísima Satelital | Argentina |
| 2019      | MShow                            | Invitada             | Ciudad Magazine         | Argentina |
| 2019      | Pasemos las doce                 | Invitada             | Vive TV                 | Chile     |
| 2020      | El Late Show de Belloni          | Invitada             | Telecanal               | Chile     |

## Videos musicales
| Año  | Título                | Artista             |
| ---- | --------------------- | ------------------- |
| 2012 | Malefactor Manifiesto | Thornafire          |
| 2016 | Tienes Miedo          | Megapuesta          |
| 2019 | Mote con huesillo     | Sexual Democracia   |
| 2020 | Conmigo               | Seiaman ft Sebastar |

## Programas de radio
| Año  | Programa             | Rol        | Emisora     |
| ---- | -------------------- | ---------- | ----------- |
| 2019 | Los ángeles de Touch | Conductora | Radio Touch |

## Comerciales
- Next (lácteos) (2012) - Protagonista del comercial
- AFP Capital Escáner Previsional (AFP) (2013) - Protagonista del comercial
- ACHS (2013) - Protagonista
- Casillero del Diablo (2014) - Protagonista
- Boutique Olivia (2015) - Protagonista
- TuSi (2016) - Protagonista del comercial
- Restaurant Alto Cuzco (2017) - Protagonista
- Restaurant Chimbotano (2018) - Protagonista
- Nick Sushi Restaurant (2019) - Protagonista
- Restaurant Happy Sushi (2020) - Protagonista
- almuerzo.cl (2021) - Protagonista
- Close de Pirque (2022) - Protagonista
- Ropera Rockera (2023) - Protagonista
- Valerio Restaurant (2024) - Protagonista
- Clínica Bellet (2025) - Protagonista

## Premios
- Ganadora del programa de televisión de TVN Cabaret Burlesque 2012